# Лютя (Эстония)
Лю́тя (эст. Lütä), на письме также Люта (эст. Lüta), ранее Лю́лино и Лю́лина (эст. Ljulina, Lülina) — деревня в волости Сетомаа уезда Вырумаа, Эстония. Относится к нулку Лухамаа.
До административной реформы местных самоуправлений Эстонии 2017 года входила в состав волости Миссо.

## География и описание
Расположена в 29 километрах к юго-востоку от уездного центра — города Выру. Расстояние до волостного центра — посёлка Вярска — около 38 километров. Высота над уровнем моря — 188 метров.
В деревне находится пограничный пункт Лухамаа, через который проходит европейский маршрут Е77.
Климат умеренный. Официальный язык — эстонский. Почтовый индекс — 65018.

## Население
По данным переписи населения 2021 года, в Лютя насчитывалось 7 жителей, национальность неизвестна.
По данным переписи населения 2011 года, в деревне проживали 5 человек, все — эстонцы (сету в перечне национальностей выделены не были).
Численность населения деревни Лютя по данным переписей населения СССР и Департамента статистики Эстонии:
| Год  | 1959 | 1970 | 2000 | 2011 | 2017 | 2018 | 2019 | 2020 | 2021 |
| ---- | ---- | ---- | ---- | ---- | ---- | ---- | ---- | ---- | ---- |
| Чел. | 53   | ↗ 65 | ↘ 6  | ↘ 5  | ↘ 4  | → 4  | ↗ 6  | ↘ 5  | ↗ 7  |

## История
В письменных источниках 1558 года упоминается Люлино, 1652 года — Лелино, прим. 1790 года — Лѣлина, 1792 года — Починокъ Лялина, прим. 1866 года — Люлина, 1904 года — Lüta, Лю́лино, прим. 1920 года — Lülina, 1928 года — Ljulina, прим. 1970 года — Лютта.
На военно-топографических картах Российской империи (1846–1863 годы), в состав которой входила Лифляндская губерния, деревня обозначена как Люлина.
В XIX веке деревня была частью общины Железово и относилась к приходу Панкьявица.
В 1977–1997 годах деревня Лютя была частью деревни Лухамаа.

## Происхождение топонима
Топоним Люта можно сопоставить со словом «лю́си» ~ «лёэ» ~ «лютт» (эст. lüsi ~ löe ~ lütt) — «черенок косы» или словом «лю́титама» (lütitama на выруском диалекте означает «трусить мелкой рысцой»). Топоним Люлино может происходить от слова «люлль» (эст. lüll) — «виселица», «позорный столб» или, что более вероятно, от личного имени Люлль, Люлли. В России часто встречается фамилия Люлин. В XVI веке существовала старорусская фамилия Люлинъ.